# Applied Microbiology and Biotechnology
Das Journal Applied Microbiology and Biotechnology ist eine Fachzeitschrift aus dem Gebiet der Biotechnologie und Mikrobiologie, die beim Springer Verlag erscheint und seit 1975 herausgegeben wird. Im Jahr 2016 erschien bereits die 100. Ausgabe, wobei aktuell jeweils eine Ausgabe einem Jahrgang entspricht und aus 24 Einzelheften besteht. Die Zeitschrift erschien anfänglich alle drei Monate, heute erscheint sie mit 2 Ausgaben pro Monat.
Chefredakteur des Journal of Biotechnology ist Alexander Steinbüchel vom Institut für Molekulare Mikrobiologie und Biotechnologie der Westfälischen Wilhelms-Universität Münster.

## Inhalt
Die Zeitschrift enthält sowohl Originalbeiträge zu Forschungen wie auch Review-Artikel zu aktuellen Themen der Biotechnologie. Dabei deckt die Zeitschrift alle Bereiche der angewandten Mikrobiologie und Biotechnologie ab, wobei das Spektrum von Beiträgen zu biotechnologischen Prozessen und Produktentwicklungen, Bioverfahrenstechnik, biotechnologische relevante Enzyme und Proteine, Industrielle Biotechnologie, Bioenergie und Biokraftstoffe, angewandte Genetik, Mikrobiologie, Zellphysiologie und Molekularbiologie bis hin zur Genomik, Transkriptomik und Proteomik reicht. Die Artikel werden einem Peer-Review unterzogen.
Der Impact Factor  2018 ist 3.67. Damit wurde die Zeitschrift im ISI Web of Knowledge auf Rang 41 von 162 betrachteten Journals in der Kategorie Biotechnologie und angewandte Mikrobiologie geführt. Der Impact Factor über die letzten fünf Jahre betrug 4.138.

## Belege
1. 1 2  
All Volumes & Issues der Applied Microbiology and Biotechnology
2. ↑  
Editorial Board der Applied Microbiology and Biotechnology
3. 1 2  ISI Web of Knowledge, Journal Citation Reports Science Edition, 2018.
4. ↑  
Applied Microbiology and Biotechnology bei Springer Science+Business Media